# 믹 플리트우드
믹 플리트우드(영어: Mick Fleetwood, 1947년 6월 24일 ~ )는 잉글랜드의 드러머로, 플리트우드 맥의 일원이다.